# Šalvěj černá
Šalvěj černá (Salvia mellifera) je vytrvalá keřovitá rostlina z rodu šalvěj, rozšířená v pobřežní oblasti Kalifornie, kde roste ve společenstvech pobřežních šalvějových křovin a nižšího chaparralu.

## Popis

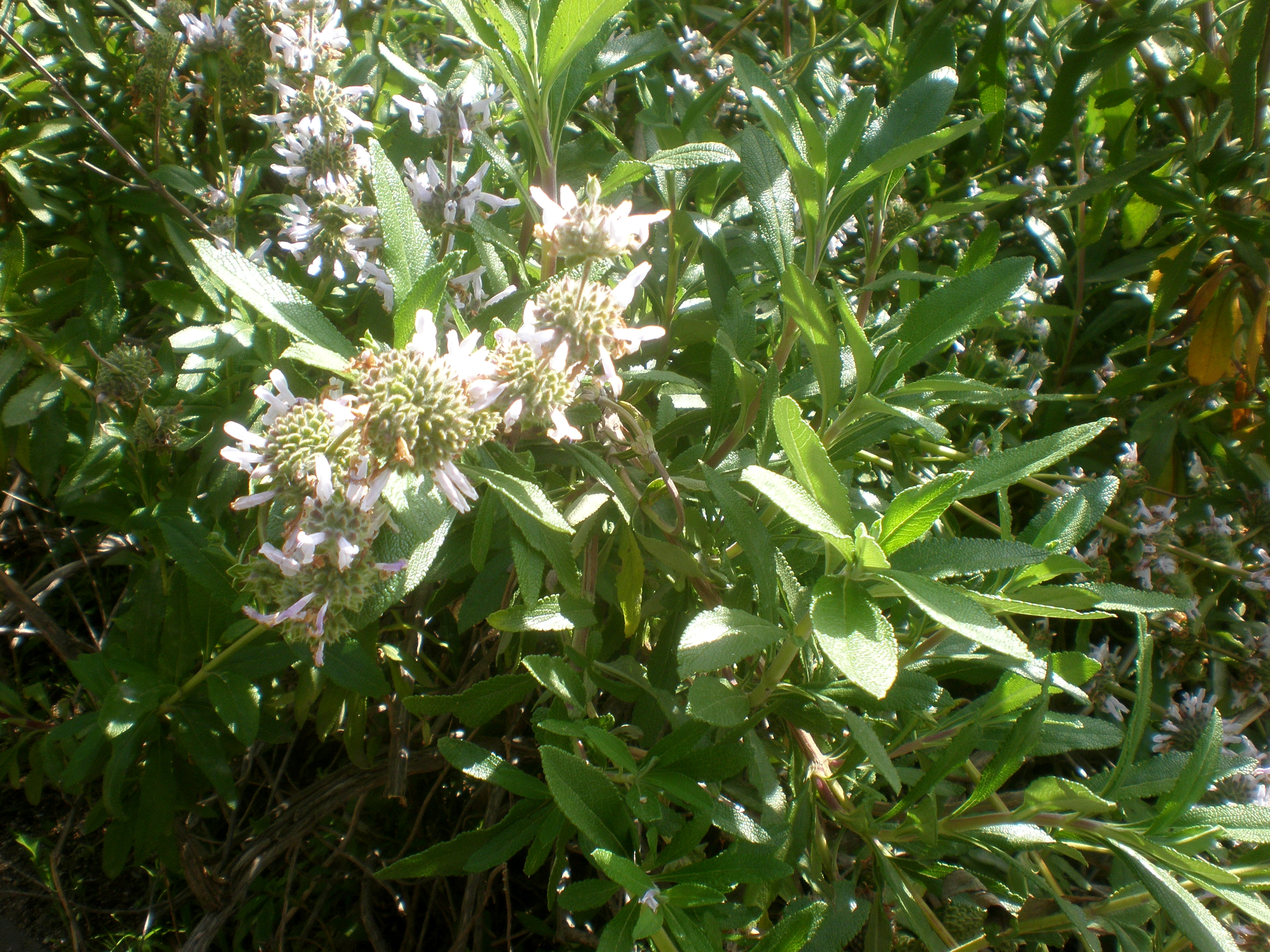
Habitus s listy

Je to dlouhověký, odolný, poloopadavý keř, který dorůstá výšky 1 až 2 metry. Rostlina je pokryta jednoduchými chloupky s vtroušenými žláznatými chlupy, díky nimž je velmi aromatická. Listy mají podlouhle eliptický až obvejčitý tvar a jsou dlouhé asi 2,5–7 cm. Horní povrch listu je víceméně lysý, tmavě zelený a mírně svraskalý, zatímco spodní povrch listu je chlupatý.
Květenství tvoří 1,6–4 cm široké oddálené lichopřesleny. Květy jsou oboupohlavné, obvykle bílé, světle modré nebo levandulové barvy, vzácně i světle růžové. Koruna je dlouhá cca 12 mm, horní pysk koruny je dvoulaločný, spodní trojlaločný. Čnělka s dvouklanou bliznou a tyčinky mírně vystupují z korunní trubky. Plodem je jako u jiných šalvějí tvrdka složená ze čtyř 2–3 mm dlouhých hnědých oříšků.
Ploidie druhu je 2n = 30.

## Rozšíření a ekologie

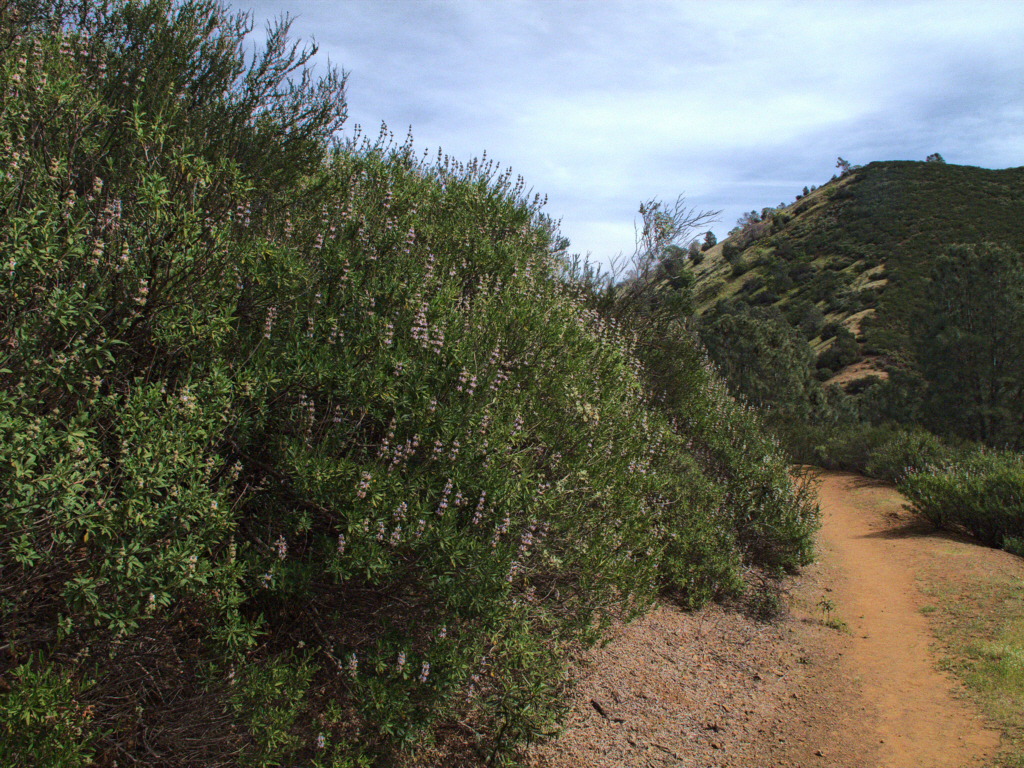
Šalvějová křovina na přirozeném stanovišti v Kalifornii

Vyskytuje se pouze na kalifornském pobřeží od oblasti Sanfranciského zálivu na jih přes pobřežní oblast Normanských ostrovů, Transverse Ranges, San Jacinto Mountains a Peninsular Ranges až po severní část mexického státu Baja California. Roste zde na písčitých, kamenitých půdách na svazích a v roklích až do nadmořské výšky 1200 metrů. Je schopna růst na různém podloží, včetně pískovce, břidlice, žuly, serpentinitu a gabra nebo čediče. Je výrazným prvkem a jednou z dominant pobřežních šalvějových křovin (Coastal sage scrub), které se vyskytují na suchých svazích pod zónou chaparralu. Tomuto typu vegetace se také říká "měkký chaparral", protože převládající druhy rostlin mají měkčí listy, které během sucha obvykle opadávají. Typicky roste ve společnosti rostlin jako další příbuzné šalvěje, pelyněk kalifornský (Artemisia californica), dřeviny z rodu Adenostoma a další endemické keře a polokeře, někdy vytváří i husté monodominantní porosty.
Šalvěj černá je mělce zakořeněná, letní sucho přežívá díky svinování a částečnému opadávání listů. V mimořádně suchých letech nekvete. Květy jsou opylovány včelami medonosnými, čmeláky a dalšími divokými včelami, navštěvují je také motýli a kolibříci. Semena slouží jako potrava pro křepelky a další ptáky.

## Taxonomie
Druh je řazen do podrodu Audibertia, v rámci něhož se snadno kříží se dalšími křovinatými šalvějemi kalifornského pobřeží: šalvějí bílou (Salvia apiana), bělolistou (Salvia leucophylla) a druhem Salvia clevelandii. Zřídka se kříží též s jednoletými druhy šalvějí kalifornskou (Salvia columbariae) a Salvia carduacea.

## Využití

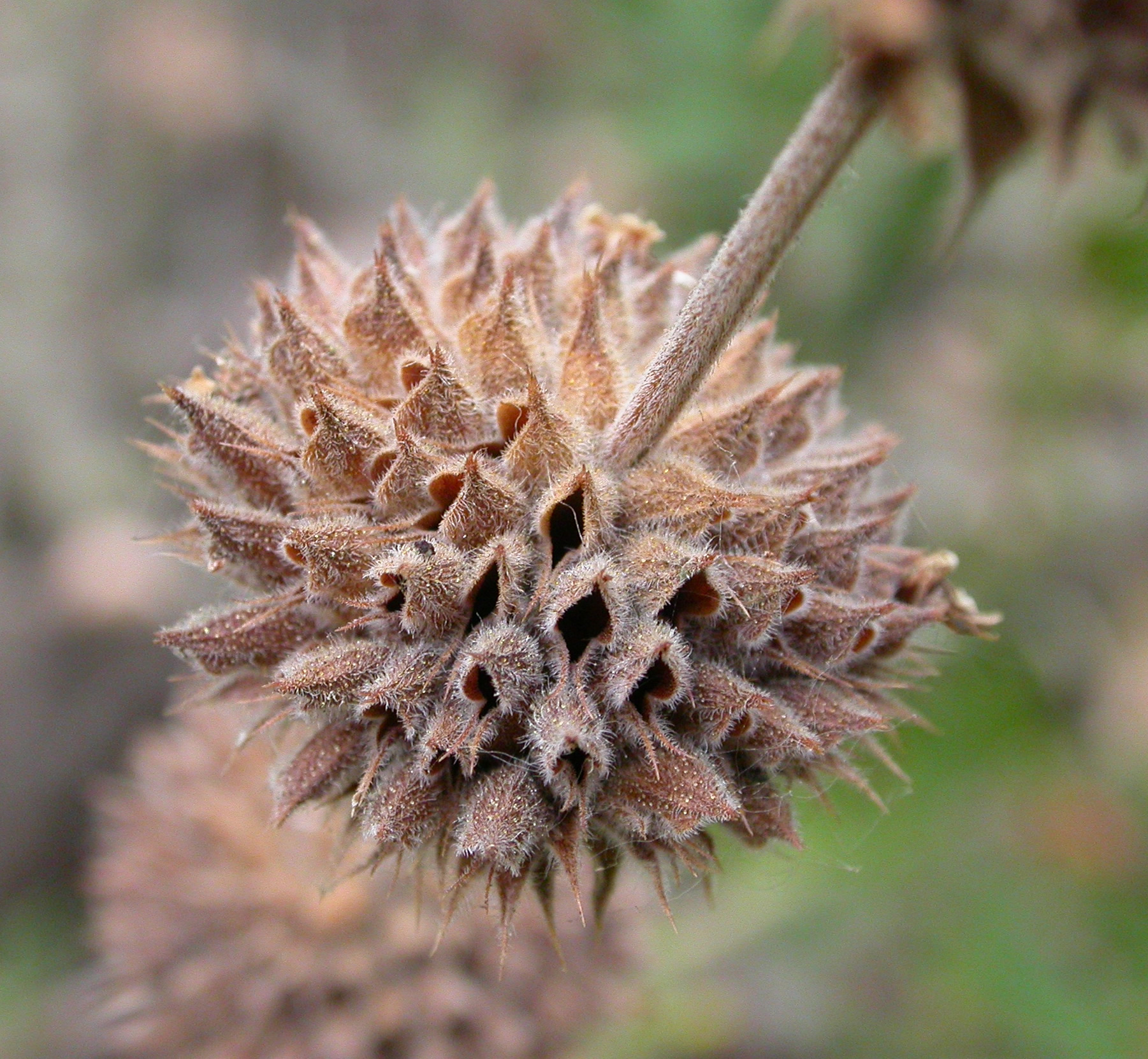
Odkvetlá květenství

Čumašové používali silný sluneční výluh z listů a stonků, kterým si potírali bolestivá místa nebo si jím máčeli nohy. Rostlina obsahuje aromatické silice a diterpenoidy, jako je aethiopinon a kyselina ursolová, které působí jako léky proti bolesti. Semena byla indiánskými kmeny drcena na mouku.
Šalvěj černá také produkuje nektar, z něhož se vyrábí med. Tento med je typicky výrazně peprné chuti a je na trhu vysoce ceněn.
V několika kultivarech je také pěstována pro okrasu a pro zpevnění erozí ohrožených svahů, rozložitě rostoucí kultivary jsou vhodné k půdopokrvyvným výsadbám. Při pěstování vyžaduje propustnou půdu, sucho a hodně slunečního svitu; ve volné suché krajině je třeba brát ohled na její značnou hořlavost. Ve střední Evropě ji však celoročně pěstovat nelze vzhledem k zimní vlhkosti a nedostatku světla; také nesnese teplotu nižší než −7 °C.
Sušené svazky listů se používají též k vykuřování.